# 今市 (富山市)
今市（いまいち）は、富山県富山市の町名である。鯰鉱泉という鉄泉が所在する。

## 特徴
富山低地に属するが、射水平野にも近い。町域は全体が低地で標高は低い。かつての神通川の流路付近にある。現在の神通川からは西に2kmの位置である。
1996年（平成8年）までの調査で今市遺跡が発見された
国道415号と県道1号が交差する交通の要所である。

## 歴史
中世の頃は馬市が設置されており、村名も馬市村と称していた。

## 施設
- 鯰鉱泉

## 交通

### 鉄道
- 富山地方鉄道路線バス14・91系統

### 道路
- 国道415号
- 県道1号

## 参考出典
『富山県の地名』平凡社